# إبراهيم فصيح الحيدري
إبراهيم فصيح بن صبغة الله الحيدري البغدادي المعروف بإبراهيم فصيح الحيدري، ولد في بغداد عام 1235هـ/1820م.
وهو أديب ومؤرخ عراقي ولد في مدينة بغداد ونشأ فيها، وعائلته من أصول كردية، وسافر إلى الاستانة وعاش فيها، وتولى نيابة القضاء في بغداد، ولهُ مؤلفات في التاريخ والفلك.

## وفاته
توفى الحيدري في بغداد في يوم 15 صفر 1299هـ/1882م.

## من مؤلفاته
- عنوان المجد في بيان أحوال بغداد والبصرة ونجد.
- أصول الخيل والإبل الجيدة والردية.
- معاني الألباب في الإسطرلاب، في علم الفلك.
- أعلى الرتبة في شرح النخبة، (في علم الحديث النبوي).
- إمداد القاصد في شرح المقاصد، للإمام النووي.
- النكت الشنيعة في بيان الخلاف بين الله تعالى والشيعة.[5]

- فصيح البيان في تفسير القرآن.[7]